# Granatenwand
Die Granatenwand (auch: Granatwand) ist ein Fundort für Mineralien unterhalb des Berggipfels Granatenkogel am Gurgler Kamm im Süden der Ötztaler Alpen. Oberhalb des Gaisbergferners befindet sich die Wand auf einer Höhe von rund 2800 Metern. Insbesondere Granate lassen sich hier finden. Der Mineraliensammler David Gufler hat seine Funde von der Granatenwand in einem Mineralienmuseum in Sölden ausgestellt.